# Agustín González
Agustín González Martínez (Madrid, 24 marzo 1930 – Madrid, 16 gennaio 2005) è stato un attore spagnolo.

## Biografia
Dopo gli studi da geometra e perito industriale, si iscrisse alla facoltà Lettere e Filosofia, dove entrò a far parte della compagnia del Teatro Español Universitario. Su consiglio di Jesús Franco, che ne aveva apprezzato il talento teatrale, nel 1954 Juan Antonio Bardem lo fece debuttare al cinema in Felices pascuas. Da allora prese parte a più di 140 film, diretto da alcuni dei più importanti registi spagnoli dell'epoca (Carlos Saura, Luis García Berlanga, Mario Camus, Fernando Fernán Gómez, Jesús Franco). Il suo ritmo di lavoro era tale che arrivò ad apparire in dodici film in un anno. La sua partecipazione a serie televisive lo avvicinò ancor più al pubblico.
Nel novembre 2004 ha debuttato a Madrid con lo spettacolo teatrale Tres hombres y un destino (insieme a José Luis López Vázquez e Manuel Alexandre), ma dovette essere ben presto sostituito.
È morto nel gennaio 2005 nella clinica de La Zarzuela a Madrid, per le complicazioni di una polmonite.
Lo sguardo fosco, la calvizie pronunciata e la voce grave lo portarono a specializzarsi nell'interpretazione di personaggi loschi e crudeli.
Dal 1954 al 1986 ha avuto una relazione con l'attrice María Luisa Ponte, con la quale recitò in alcuni film.
Era fratello di Manuel González, uno dei componenti del gruppo musicale dei Los Brincos.

## Premi e riconoscimenti
- Medaglia d'oro delle Belle Arti, 1983.
- Miglior attore per Las Bicicletas son para el verano, 1984, al Karlovy Vary International Film Festival.
- Premio Calabuch per La marrana e Belle Époque al "Festival de Cine de Peñíscola", 1993.
- Medaglia d'oro al merito nel lavoro conferitagli dal governo spagnolo nel 2004.

## Filmografia parziale

### Cinema
- Felices pascuas, regia di Juan Antonio Bardem (1954)
- Placido (Plácido), regia di Luis García Berlanga (1961)
- Armi contro la legge, regia di Ricardo Blasco (1961)
- Atraco a las tres, regia di José María Forqué (1962)
- Una spia sulla città (Rififí en la ciudad), regia di Jesús Franco (1963)
- Le tre spade di Zorro (Las tres espadas del Zorro), regia di Ricardo Blasco (1963)
- De cuerpo presente, regia di Antonio Eceiza (1965)
- La cabina, regia di Antonio Mercero (1972)
- La regenta, regia di Gonzalo Suárez (1975)
- La escopeta nacional, regia di Luis García Berlanga (1978)
- Patrimonio nacional, regia di Luis García Berlanga (1980)
- Il nido (El nido), regia di Jaime de Armiñán (1980)
- Volver a empezar, regia di José Luis Garci (1981)
- Gary Cooper que estás en los cielos, regia di Pilar Miró (1981)
- Nacional III, regia di Luis García Berlanga (1982)
- L'alveare (La colmena), regia di Mario Camus (1982)
- Las bicicletas son para el verano, regia di Jaime Chávarri (1983)
- Dos mejor que uno, regia di Ángel Llorente (1984)
- Crimen en familia, regia di Santiago San Miguel (1985)
- La vaquilla, regia di Luis García Berlanga (1985)
- A la pálida luz de la luna, regia di José María González Sinde (1985)
- Mambrú se fue a la guerra, regia di Fernando Fernán Gómez (1985)
- Redondela, regia di Pedro Costa Musté (1986)
- Moros y cristianos, regia di Luis García Berlanga (1987)
- L'aria di un crimine (El aire de un crimen), regia di Antonio Isasi-Isasmendi (1988)
- La marrana, regia di José Luis Cuerda (1992)
- Belle Époque, regia di Fernando Trueba (1992)
- Después del sueño, regia di Mario Camus (1992)
- Aquí, el que no corre... vuela, regia di Ramón Fernández (1992)
- Todos a la cárcel, regia di Luis García Berlanga (1993)
- I peggiori anni della nostra vita (Los peores años de nuestra vida) (1994)
- Así en el cielo como en la tierra, regia di José Luis Cuerda (1995)
- El abuelo, regia di José Luis Garcia (1998)
- Caricias, regia di Ventura Pons (1998)
- Historia de un beso, regia di José Luis Garcia (2002)
- Tiovivo c. 1950, regia di José Luis Garcia (2004)

### Televisione
- Historia de la frivolidad (1967)
- Cervantes (1980)
- Escalera exterior, escalera interior
- Los ladrones van a la oficina (1993)
- 7 Vidas (1999)
- A las once en casa (2000)
- Hospital Central
- Cuéntame cómo pasó